# Centro Acuático Nacional de Pekín
El Centro Acuático Nacional es un pabellón deportivo en Beijing (China) donde se celebraron las competiciones de natación, natación sincronizada y saltos de los Juegos Olímpicos de 2008 y también se celebrará la competición de curling de los Juegos Olímpicos de 2022.
Consta de dos piscinas, una para las pruebas de natación y otra para las de saltos. Tiene una capacidad de 6000 asientos permanentes, que se pueden ampliar hasta 17.000 en grandes acontecimientos deportivos.
Por su diseño se asemeja a un enorme cubo de hielo, por lo que es conocido como Cubo de agua, o abreviadamente [H2O]3.
Está ubicado en el Parque Olímpico, distrito de Chaoyang, al norte de la capital china, a pocos metros del Estadio Nacional.

## Arquitectura
El Water Cube fue diseñado por la firma de Arquitectos PTW Architects australiana, CSCEC International Design & Arup con Structural Engineers Arup que se encargaron de la estructura. La estructura fue construida por CSCEC (China State Construction Engineering Corporation). Comprendiendo un marco espacial de acero, ésta es la mayor estructura ETFE recubierta del mundo con más de 100.000 m² de cojines ETFE que sólo tienen un grosor de un ocho por mil de pulgada en total, el revestimiento ETFE permite más entrada de luz y mayor calor que el cristal tradicional, causando una disminución del 30% en gastos de energía.

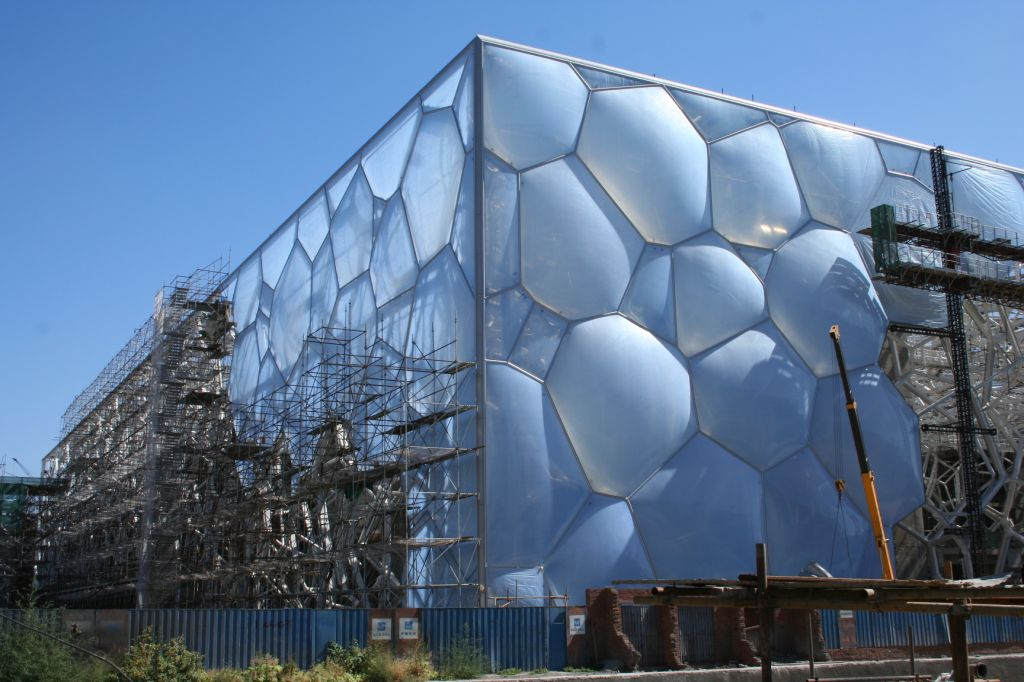
El Cubo de agua en construcción.

La pared externa está basada en la estructura de Weaire-Phelan, una espuma (la estructura está inspiradas en burbujas de jabón). El modelo está inspirado en un corte de la espuma, la estructura utilizada fue la espuma de Kelvin porque la de Weaire-Phelan resulta más compleja debido a ser un modelo más irregular.